# Maneige
Maneige – kanadyjski zespół rockowy, wykonujący muzykę spod znaku rocka progresywnego i jazz-rocka. Grupa powstała jesienią 1972 roku w Quebecu i ze względu na to iż – istniała przez ponad dekadę, była ona jednym z najdłużej działających na rynku, przedstawicieli tamtejszej progresywnej sceny muzycznej, kończąc swą działalność w 1983 roku. Zespół oficjalnie reaktywowano we wrześniu 2022 roku.

## Historia

### Okres pierwszy (1972–1975)
Grupa została założona jesienią 1972 roku przez Alaina Bergerona (flet, saksofon, fortepian) i Jérôme'a Langloisa (klarnet, fortepian, organy), którzy wcześniej byli liderami półprofesjonalnej, prog-rockowej formacji Lasting Weep, która rozdzieliła się na dwie frakcje – w wyniku czego powstało Maneige. Pierwszy skład zespołu tworzyli także: Vincent Langlois (perkusja, pianino), Yves Léonard (gitara basowa), Paul Picard (instrumenty perkusyjne) i Gilles Schetagne (perkusja). Wszyscy wymienieni muzycy Maneige, byli absolwentami prestiżowych kanadyjskich szkół muzycznych – École (de musique) Vincent-d'Indy i Conservatoire de musique du Québec. Nazwa zespołu jest niepoprawną pisownią słowa «manège», które oznacza karuzelę, lub bardziej adekwatnie, rondo, i oczywiście tytuł utwory grupy Yes wydanej w tym samym roku.
François Couture pisze, że to co wykonywał Maneige na początku swojej kariery, było bardzo oryginalne. Muzyka ta – oparta w dużej mierze na akustycznym instrumentarium i na kontrastującej z nim grze fletu Bergerona oraz skomplikowanych rytmach Schetagne'a, a także na wysiłkach Langloisa, by w swych poszukiwaniach zespół podążał w kierunku atonalności. Przez co muzyka grupy, była o wiele trudniejsza i wymagająca skupienia, niż to, co proponowały inne lokalne zespoły spod znaku rocka progresywnego w tym czasie. Mimo to Maneige znalazł sporą publiczność.
Ponadto recenzent portalu proarchives.com pisze, że Maneige to zespół, który prawdopodobnie najlepiej uosabia progresywny boom w Quebecu w latach 1974–1979. Twierdzi również, że muzyka zespołu może dobrze współgrać z baroque popem i że styl muzyczny Maneige można porównać jedynie z twórczością dwóch innych zespołów z tego miasta, a mianowicie: Sloche i Opus-5.
15 lutego 1974 roku zespół poprzedzał jako support Soft Machine w Collège de Maisonneuve. W tym samym roku otwierał koncert Ekseption w Centre Sportif na Uniwersytecie Montrealskim w Montrealu, rzekomo kradnąc show i przyćmiewając na scenie ten holenderski zespół. Supportował również Eumira Deodato w Place des Nations i Gentle Giant w Montreal Forum.
Wkrótce został podpisany kontrakt płytowy z wytwórnią Harvest) – w wyniku czego zespół wszedł do studia, nagrywając swoje pierwsze dwa krążki Maneige i Les Porches, wydane w odstępie zaledwie kilku miesięcy w 1975 roku.
Do tego czasu do składu dołączyli na stałe Vincenta Langloisa (instrumenty klawiszowe, dęte, instrumenty klawiszowe) i gitarzysty Denisa Lapierre'a (początkowo nadworny inżynier dźwięku zespołu), którzy wcześniej występowali z zespołem gościnnie.
Na obu wydawnictwach formacja Maneige pokazała się od jak najlepszej, progresywnej strony – swobodnie poruszając się między tradycjami muzyki klasycznej, folku, rocka i jazzu.
W 1975 roku recenzenci tygodnika Billboard scharakteryzowali styl muzyczny zespołu „popową awangardę”, pisząc, że mieszają muzykę konkretną w stylu – między wczesnym Zappą a Pink Floyd”. Na łamach tegoż czasopisma pojawiło się także stwierdzenie, że album „przyniósł sukces ponad oczekiwania”.
Pod koniec lat 90. wydano albumy koncertowe z pierwszego okresu działalności grupy, a mianowicie Live Montreal 1974-1975, na którym znalazły się między innymi zajmujący całą stronę debiutanckiego krążka, utwór Le Rafiot, a także niepublikowana dotąd kompozycja 1-2-3-4-5-6.
W 2005 roku wytwórnia ProgQuébec, wznowiła na albumie Live à l’Évêché 1975, kolejną część tych koncertowych materiałów archiwalnych w tym niepublikowany wcześniej utwór pt. Manège.

### Okres drugi (1976–1979)
Po nagraniu krążka „Les Porches” – Jérôme Langlois na początku 1976 roku jeszcze występuje z Maneige w programie telewizyjnym z cyklu Jardins Des Étoiles de Montréal, pt. Maneige en spectacle: „Saxinette & Clarophone”, a następnie odchodzi ze względu na rozbieżne koncepcje, odnośnie dalszego kierunku rozwoju muzycznego i kontynuuje swą pracę jako kompozytor muzyki filmowej i telewizyjnej oraz zaprasza zespół do wykonania na żywo i nagrania, dokończonej przez niego rock-opery formacji Lasting Weep pt. L'Albatross. W 1976 do składu Maneige powraca Picard, który nie wziął udziału w sesjach nagraniowych dwóch pierwszych longplayów zespołu. W tym samym roku grupa wzięła udział w koncercie organizacji PDA (Parenteral Drug Association), a także wystąpiła, m.in.: w kinie „Outremont” w Montrealu, kinie „Cartier” w Quebecu (w swoim mieście – zespół bardzo często występował w latach 1976, 1978 i 1979) i w Nowym Brunszwiku.
Wkrótce Maneige podpisuje kontrakt z Polydorem i porzuca granie rocka progresywnego, odchodząc również od awangardowego stylu i skracając nieco utwory na rzecz grania z albumu na album coraz bardziej perkusyjnej odmiany muzyki jazz-rockowej, co pokazują albumy Ni Vent...Ni Nouvelle (1977) i najlepiej sprzedający się tytuł w historii zespołu pt. Libre-Service (1978). Podstawę nowego stylu stanowią chwytliwe melodie fletu Bergerona i pulsująca sekcja rytmiczna. Formacja cieszyła się popularnością na antenie radiowej (nagrała muzyczny motyw przewodni dla programu radiowego SRC Temps présent w 1978 roku) i poza własnymi utworami, nagrywała również tematy do programów telewizyjnych.
W 1978 roku muzycy przemieszczali się w ramach kanadyjskiego tournée, obejmującego około dwudziestu miast – od wybrzeża do wybrzeża (m.in. Winnipeg Heritage Festival), co zaowocowało albumem koncertowym pt. Composite (1979). 27 lipca 1979 roku zespół wystąpił w programie telewizyjnym L’Été Show.

### Dalsza działalność i narastający kryzys w zespole (1979–1983)
Występy na festiwalu muzycznym we Francji i w Stanach Zjednoczonych dawały poczucie, że zespół nadal z sukcesem może kontynuować swą muzyczną działalność. Jednakże w 1979 roku następuje poważny kryzys, spowodowany porzuceniem grupy przez wytwórnię Polydor (los ten dotknął wiele zespołów prog-rockowych w tamtym okresie). W 1980 roku muzycy Maneige zwerbowali do swojego składu perkusistę Pierre'a Gauthiera (zastąpił Gillesa Schetagne) w celu nagrania albumu Montréal, 6 AM, wydanego przez wytwórnię Intérim w 1980 roku. W tym samym roku formacja próbowała przebić się w USA (zespół wystąpił n.in. na obchodach 350-lecia miasta Boston) i Ontario – w tym celu rejestrując kilka utworów z Robertem Charleboisem. A gdy w maju 1981 roku Paul Picard i Pierre Gauthier, opuścili Maneige. Formacja kontynuowała komponowanie i rejestrację muzyki filmowej.
Jednakże liczba odejść spowodowała, że chęć kontynuowania działalności zespołu mieli tylko Bergeron i Léonard. Schetagne został poproszony o powrót i wraz z klawiszowcem sesyjnym Claudem Lemayem i gitarzystą Michelem Le Françoisem nagrał kolejny album grupy pt. Images w 1981 roku. Znalezienie wydawcy krążka zajęło muzykom dwa lata. Niedługo potem, tj. w 1983 roku – zespół przestał istnieć.

### Oficjalna reaktywacja zespołu (2022)
We wrześniu 2022 roku pierwotni członkowie Maneige: Alain Bergeron, Yves Léonard, Gilles Schetagne i Paul Picard; wraz z nowymi muzykami: Jean-François de Bellefeuille, Jean Vanasse i Sylvain Provost (dołączył w 2023) – oficjalnie reaktywowali grupę. Zespół sporadycznie koncertuje, występując m.in. na Międzynarodowym Festiwalu Jazzowym w Montrealu (7 lipca 2023 roku), gdzie zaprezentował program w dużej mierze oparty na muzyce z albumu Libre service, a także z płyt Ni vent ni nouvelle i Montréal, 6 AM.

## Muzycy[15]
- Alain Bergeron (od 1972) – flet, saksofon, fortepian, instrumenty perkusyjne
- Yves Léonard (od 1972) – gitara basowa
- Gilles Schetagne (1972–1980, 1981–1983[16], od 2022) – perkusja
- Jérôme Langlois (1972–1976[2]) – klarnet, fortepian
- Vincent Langlois (1975–1980) –  instrumenty klawiszowe, instrumenty perkusyjne[5])
- Denis Lapierre (1975, 1977–1980) – gitara[5]
- Paul Picard (1972–1975, 1976–1981) – instrumenty perkusyjne
- Pierre Gauthier (1980–1981) – perkusja[2]
- Michel Lefrançois (1981) – gitara
- Claude „Mégo” Lemay (1981–1983) – instrumenty klawiszowe[16]
- Jean Vanasse (od 2022) – wibrafon[3]
- Jean-François de Bellefeuille (od 2022) – instrumenty klawiszowe[3]
- Sylvain Provost (od 2023) – gitara[13]

## Dyskografia

### Albumy studyjne[17]
- 1975: Maneige (Harvest)
- 1975: Les Porches (Harvest)
- 1977: Ni Vent...Ni Nouvelle (Polydor)
- 1978: Libre Service - Self Service (Polydor)
- 1980: Montréal, 6 AM (Intérim)
- 1981: Images (Saisons)

### Albumy koncertowe[17]
- 1979: Composite (LP, Polydor)
- 1998: Live Montréal 1974-1975 (CD, Fonovox)
- 2005: Live à l’Évêché 1975 (CD, ProgQuébec)
- 2005: Live (CD, Avalon Records)[18]
- 2006: Les Porches Live (CD, ProgQuébec)
- 2024: Live À L'Outremont 1979 (LP, ProgQuébec)

### Single[17]
- 1978: Troizix (Polydor)
- 1983: Nuit Rose (Saisons)
- 1984: Quebec St-Malo (Saisons)

### Inne nagrania
- 2007: Lasting Weep – Le Spectacle De L'Albatros 1976 (ProgQuébec)[11][19]